# Comando en Jefe de la Fuerza Aérea (Argentina)
El Comando en Jefe de la Fuerza Aérea fue el órgano de conducción superior de la Fuerza Aérea Argentina (FAA), creada en 1945. Tenía asiento en el Edifiicio "Cóndor" de la Ciudad de Buenos Aires. Fue disuelto en 1983/84 y reemplazado por el Jefe de Estado Mayor General de la Fuerza Aérea (JEMGFA).

## Historia
Fue creado el 9 de enero de 1951, como órgano dependiente del Ministerio de Aeronáutica.
En 1958 el Ministerio de Aeronáutica desapareció como tal y se creó la Secretaría de Estado de Aeronáutica, dependiente del Ministerio de Defensa Nacional.
El artículo 29.º de la Ley Orgánica de Ministerios de 1966 (N.º 16 956) otorgaba al Comando en Jefe de la Fuerza Aérea el ejercicio de las atribuciones constitucionales del presidente de la Nación relacionadas con la Fuerza Aérea Argentina, en tanto no fueran reasumidas por el mismo. También, la primera disposición transitoria de la ley le depositó las competencias de la Secretaría de Estado de Aeronáutica establecidas en el artículo 25.º de la Ley de Ministerios de 1958 (N.º 14 439).
Por el Decreto N.º 1678 del 3 de octubre de 1973, el presidente interino Raúl Alberto Lastiri creó el Comando General de la Fuerza Aérea, en el ámbito del Ministerio de Defensa Nacional, valiéndose del artículo 19.º de la Ley de Ministerios del 21 de agosto de 1973.
El golpe de Estado del 24 de marzo de 1976 creó la Junta de Comandantes Generales. El 11 de octubre ese año, el organismo volvió a llamarse «Comando en Jefe» por Decreto N.º 2432 (Boletín Militar Reservado N.º 2312) y Ley N.º 23 023. Durante la intensificación del terrorismo de Estado a partir de 1976, la Fuerza Aérea tuvo bajo su jurisdicción solo a la Subzona 16, cuya dirección fue asumida por el Comando de Agrupaciones Marco Interno, cuya dirección corrió a cargo del comandante de Operaciones Aéreas, que a su vez dependía del Comando en Jefe.
El Comando en Jefe de la Fuerza Aérea, conducido por el brigadier general Basilio Lami Dozo, dirigió las operaciones de la Fuerza Aérea Argentina durante la guerra de las Malvinas de 1982.
El 8 de diciembre de 1983, el Comando en Jefe se disolvió.